# Privée
Privée is een studioalbum van Klaus Schulzes U.S.O. Het is een van de weinige album van de Duitser waarbij hij deel uitmaakte van een muziekgroep. In dit geval was het een vriendenclub met Solar Moon (System). Eerdere pogingen tot een band met Ash Ra Tempel, Tangerine Dream en Go sneuvelden ten faveure van zijn solocarrière. Het album bevat opnamen gemaakt rond 2000 en was tot 2016 alleen hoorbaar waren voor degene die de verzamelbox Contemporary works had aangeschaft. Het verscheen in 2016 als losse compact disc, tegelijkertijd met meerdere compact disc met (her-)heruitgebracht werk. De muziek is elektronische muziek uit de Berlijnse School voor elektronische muziek.

## Musici
- Uwe Lehr – gitaar
- Klaus Schulze – toetsinstrumenten, elektronica
- Olli Finken – slagwerk

## Muziek
| Nr. | Titel                                | Duur  |
| --- | ------------------------------------ | ----- |
| 1.  | The keyhole (Schulze)                | 4:02  |
| 2.  | Privat (Schulze, Lehr, Finken)       | 19:05 |
| 3.  | Privée (Schulze, Lehr, Finken)       | 16:43 |
| 4.  | Private (Schulze, Lehr, Finken)      | 25:01 |
| 5.  | Privatissimo (Schulze, Lehr, Finken) | 4:03  |